# Trachelium
- Commons
- Wikispecies

Trachelium L. é um gênero botânico pertencente à família Campanulaceae.

## Sinonímia
- Diosphaera Buser

## Espécies
- Trachelium caeruleum
- Trachelium coeruleum
- Trachelium jacquinii
- Trachelium rumelianum
- Lista completa

## Classificação do gênero
| Sistema | Classificação                      | Referência               |
| ------- | ---------------------------------- | ------------------------ |
| Linné   | Classe Pentandria, ordem Monogynia | Species plantarum (1753) |